# Colvister

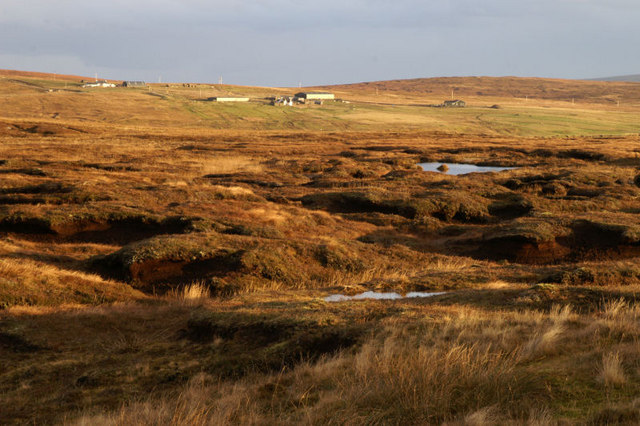
Blick auf den Ort

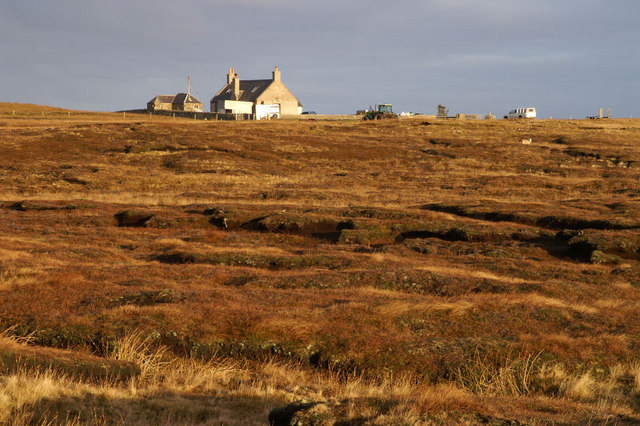
Häuser von Colvister

Colvister ist eine Ortschaft, die im Norden der zu Schottland zählenden Shetlands liegt.

## Geographie
Colvister ist eine kleine Siedlung, die zwischen dem See Loch of Colvister und dem westlichen Ufer der Meeresbucht Basta Voe im Osten der Insel Yell liegt. Ortschaften in der Nähe sind Dalsetter im Norden und Sellafirth auf der gegenüberliegenden Seite der Bucht.

## Historisches
Im Rahmen der historischen Gliederung Schottlands in Civil Parishes zählt Colvister zu Yell.

## Verkehr
Die, am Rande des Ortes verlaufende A968 verbindet Ulsta im Südwesten mit Gutcher im Nordosten der Insel.